# Poesiomat (Slavičín)
Poesiomat ve Slavičíně v okrese Zlín se nachází v zámeckém parku poblíž přírodního amfiteátru.

## Historie
Poesiomat byl slavnostně uveden do provozu 30. května 2021. Lze si na něm poslechnout tvorbu Jiřího Wolkera.